# Frankrikes herrlandslag i ishockey
Frankrikes herrlandslag i ishockey representerar Frankrike i ishockey för herrar.
I första matchen föll man med 1-17 mot Oxford Canadians den 22 mars 1912 under pågående LIHG-mästerskapet 1912 i Bryssel, och dagen därpå blev det stryk med 0-3 mot Tyskland vid samma turnering.

## Övriga meriter
- EM-guld: 1 (1924)
- EM-silver: 1 (1923)

## Profiler

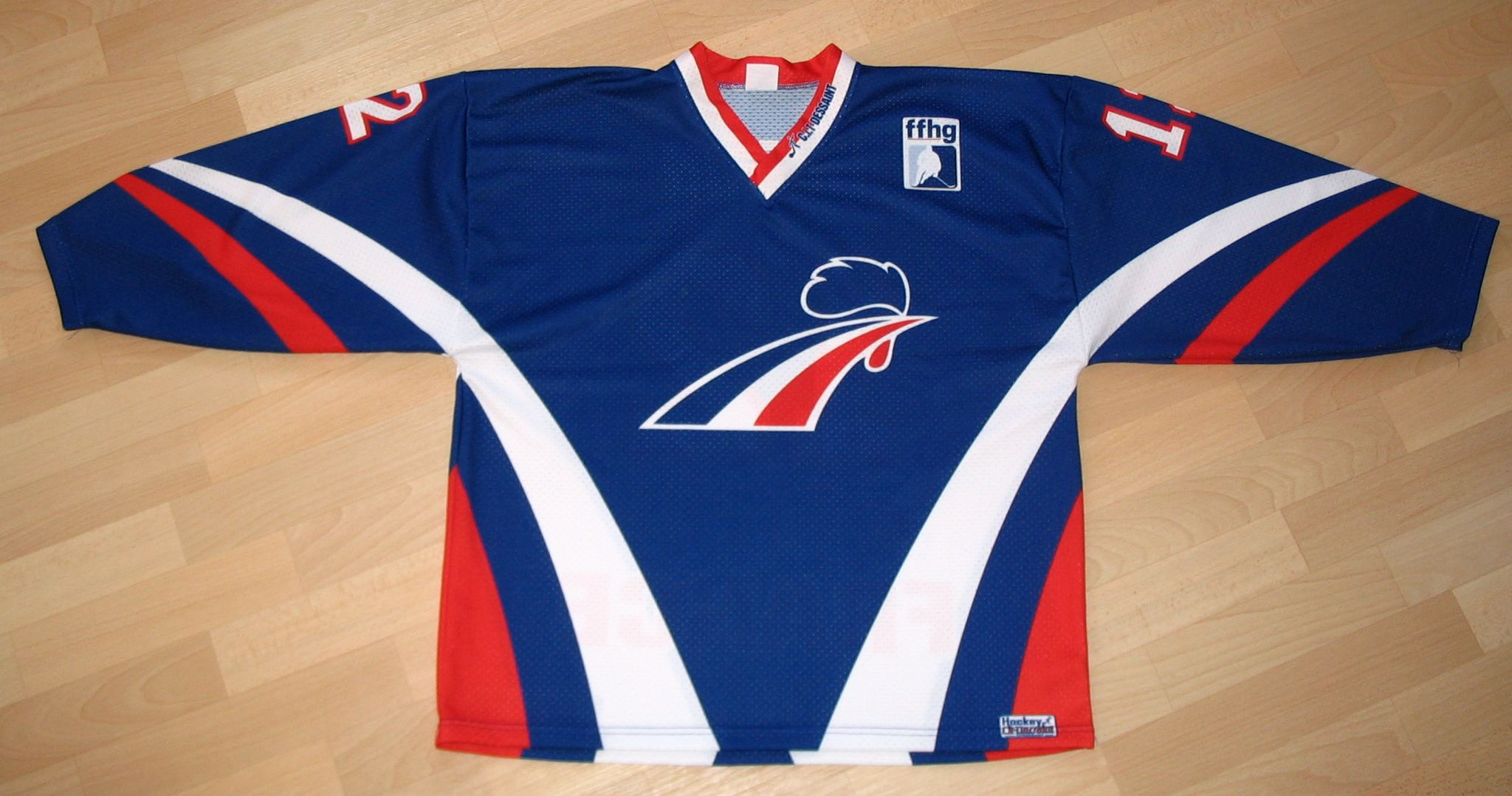
Frankrikes matchtröja

- Philippe Bozon
- Cristobal Huet
- François Rozenthal
- Maurice Rozenthal
- Pierre-Édouard Bellemare
- Stéphane Da Costa
- Antoine Roussel
- Sacha Treille
- Yorick Treille

## VM-statistik

### 1920-2006
| VM-Turneringar    | Matcher | Segrar | Oavgjorda | Förluster | Gjorda mål | Insläppta mål | Poäng |
| ----------------- | ------- | ------ | --------- | --------- | ---------- | ------------- | ----- |
| A-VM              | 98      | 24     | 2         | 72        | 180        | 439           | 50    |
| B-VM/Division I   | 91      | 46     | 9         | 35        | 357        | 326           | 101   |
| C-VM/Division II  | 94      | 53     | 4         | 37        | 578        | 360           | 110   |
| D-VM/Division III | 0       | 0      | 0         | 0         | 0          | 0             | 0     |

### 2007-
| VM-Turneringar | Matcher | Segrar | Förluster | Sudden deaths-/Straffläggningssegrar | Sudden deaths-/Straffläggningsförluster | Gjorda mål | Insläppta mål | Poäng |
| -------------- | ------- | ------ | --------- | ------------------------------------ | --------------------------------------- | ---------- | ------------- | ----- |
| VM             | 76      | 16     | 40        | 7                                    | 3                                       | 146        | 233           | 65    |
| Division I     | 5       | 4      | 0         | 0                                    | 1                                       | 24         | 7             | 13    |
| Division II    | 0       | 0      | 0         | 0                                    | 0                                       | 0          | 0             | 0     |
| Division III   | 0       | 0      | 0         | 0                                    | 0                                       | 0          | 0             | 0     |

- ändrat poängsystem efter VM 2006, där seger ger 3 poäng istället för 2 och att matcherna får avgöras genom sudden death (övertid) och straffläggning vid oavgjort resultat i full tid. Vinnaren får där 2 poäng, förloraren 1 poäng.